# Conus bitulinus
Conus bitulinus é uma espécie de gastrópode do gênero Conus, pertencente a família Conidae.